# Яёяха
Яёяха (устар. Еяй-Яха) — река в России, протекает в Ямало-Ненецком АО. Устье реки находится в 45 км по правому берегу реки Вынгапур. Длина реки составляет 35 км. В 16 км от устья по левому берегу реки впадает река Яётаркаяха.

## Данные водного реестра
По данным государственного водного реестра России относится к Нижнеобскому бассейновому округу, водохозяйственный участок реки — Пур. Речной бассейн реки — Пур.
Код объекта в государственном водном реестре — 15040000112115300056407.

### Притоки (км от устья)
- 16 км: река Еяй-Яха-Тарка (лв)